# Синъань
Синъа́нь (Hsingan, кит. трад. 興安省, упр. 兴安省, пиньинь Xìng'ān shěng), провинция в северо-восточной части Китайской Республики. Занимала площадь 278437 км² с населением ок. 327,6 тыс. чел. (1947). Административный центр — г. Хайлар.

## Название
Название провинции связано с горным хребтом Большой Хинган, на котором была расположена большая часть провинции.

## История
В древности территория провинции была заселена кочевниками-скотоводами, район Большого Хингана населяли сяньбийцы. В марте 1932 года была образована провинция Синъань в составе государства Маньчжоу-го, подконтрольного Японии. После победы в Японо-китайской войне 1937—1945 гг. Народное правительство Китайской Республики, в соответствии с проектом нового районирования Северо-востока, выделило Синъань в самостоятельную административную единицу. После образования КНР в 1949 году провинция была упразднена и стала частью Автономного района Внутренняя Монголия в виде округа Хулун-Буир.